# Geldautomaat

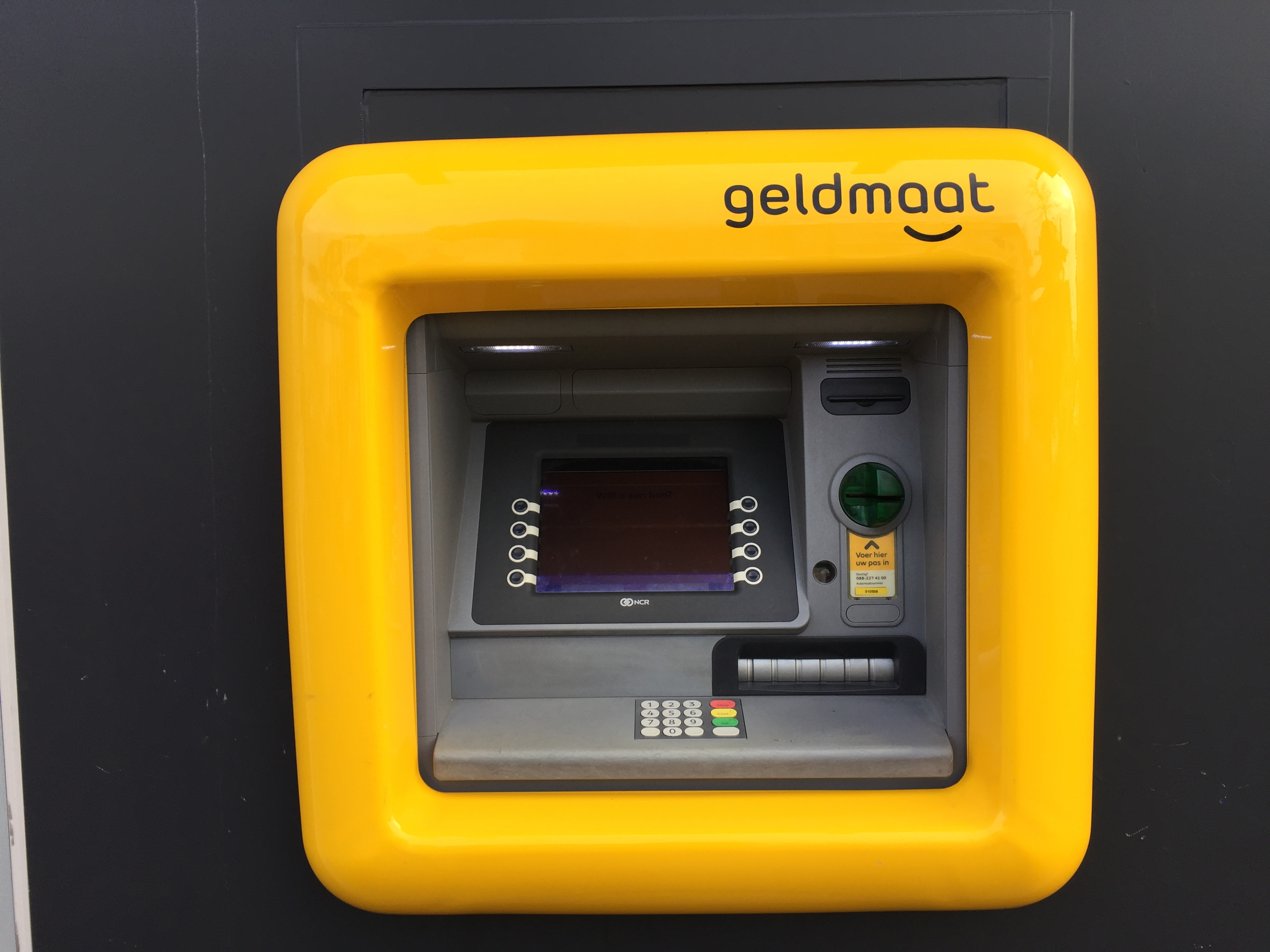
Geldautomaat Nederland 2020 (nog zonder NFC-lezer)

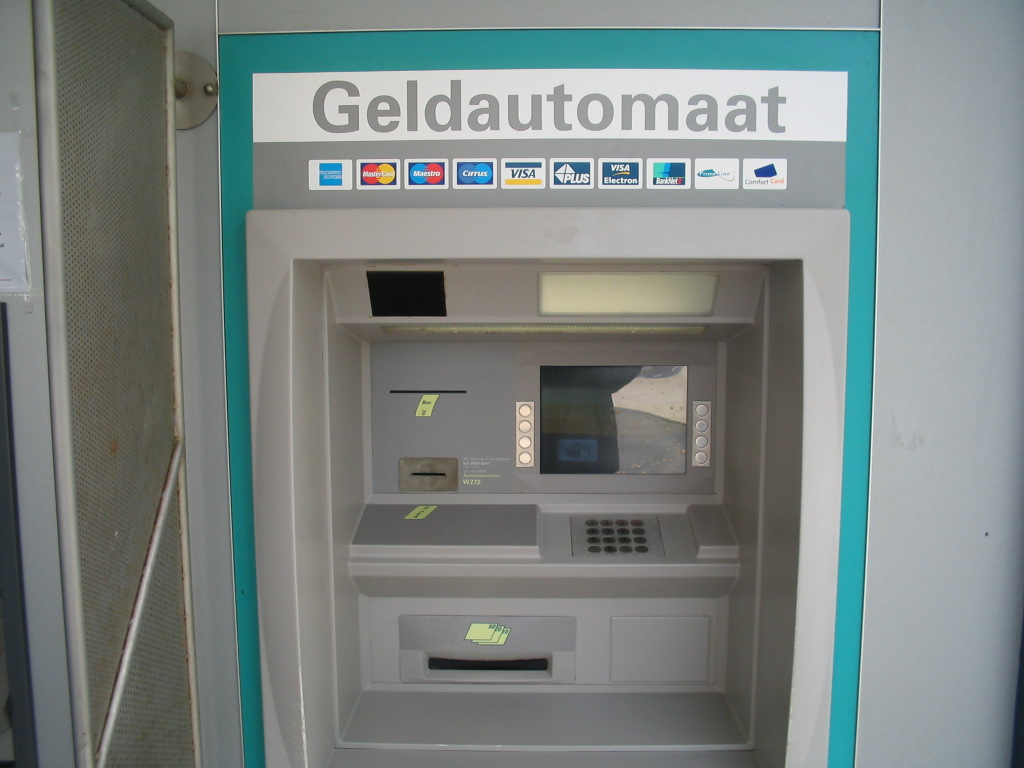
Geldautomaat anno 2004

Een geldautomaat, pinautomaat, bankautomaat of automatische biljettenverdeler is een apparaat waarmee een klant met een bankpas geld kan opnemen.

## Geschiedenis
Een eerste mechanische biljetuitgifteapparaat, dat men een geldautomaat zou kunnen noemen, dateert uit 1939. Het werd ontwikkeld en gebouwd door Luther George Simjian en geïnstalleerd bij de City Bank of New York, in New York, nu de Citibank. De automaat werd echter door de klanten niet geaccepteerd en na zes maanden weer verwijderd. Daarna heeft de ontwikkeling van de geldautomaat 25 jaar stilgestaan.
De eerste elektronisch aangestuurde geldautomaat is ontwikkeld door de firma De La Rue (Engeland) en werd in Noord Londen (Enfield Town) op 26 juni 1967 bij Barclays bank geplaatst. Aan de Engelsman John Sheperd-Baron wordt de uitvinding daarvan toegeschreven. In 2005 werd hij ten minste daarvoor koninklijk onderscheiden. Op 4 juni 1973 zijn door Donald Wetzel en twee andere ingenieurs van de firma Docutel in de Verenigde Staten mondiale patenten geregistreerd. Wereldwijd kwamen na 1980 bij financiële instellingen geldautomaten steeds meer in gebruik.

### Nederland

#### Eerste geldautomaten
De eerste geldautomaat in Nederland werd medio 1975 door de Postcheck en Girodienst geplaatst in een nis naast de ingang van het toenmalig Postkantoor aan de Nieuwezijds Voorburgwal te Amsterdam achter het Paleis op de Dam. Met een grijze onbuigzame plastic kaart zonder magneetstrip ter grootte van tweemaal de huidige pinpas kon 24 uur per dag geld worden opgenomen, gebruikmakend van een persoonlijke code. De posities van een tiental over de kaart verspreide ponsgaten identificeerden de rekeninghouder.
Nadien verschenen op 15 september 1976 geldautomaten van de Gemeentegiro Amsterdam in het bijkantoor aan de Eerste Van Swindenstraat in Amsterdam-Oost. Verspreid over verschillende bijkantoren in Amsterdam werden door de Gemeentegiro in totaal dertien geldautomaten van het type NCR770 geplaatst. Naast geld opnemen kon men er ook geld storten en saldoinformatie krijgen. Tevens vond bij die introductie in Nederland de uitreiking plaats van de eerste bank- of giropas met magneetstrip en pincode. Deze eerste pinpas werd Geldkaart genoemd en had een zilveren kleur met blauwe letters. De geplaatste geldautomaten van de Gemeentegiro stonden voor het opnemen van geld, saldo informatie en het storten van geld ter beschikking van al haar rekeninghouders. Bij de aanvang waren dat circa 350.000 particuliere en zakelijke rekeninghouders.
De geldautomaat bij een bank werd op 22 april 1982 in gebruik genomen bij de toenmalige Rabobank Pey en Maria Hoop in de gemeente Echt, op initiatief van de directeur van de plaatselijke Rabobank. Ondanks de tegenwerking van Rabobank Nederland en de bezwaren van de Nederlandse Bankiersvereniging, plaatste de plaatselijke Rabobank de automaat. Rabobank Nederland besloot toen mee te werken. De Nederlandsche Bank eiste dat de benaming "gelduitgifte-automaat" werd gewijzigd in "geldautomaat", omdat alleen deze instantie het recht heeft geld uit te geven. De succesvolle plaatsing van de geldautomaat bij Rabobank Pey en Maria Hoop resulteerde in een voorsprong van de Rabobankorganisatie ten opzichte van andere banken bij het plaatsen van geldautomaten.
Vanaf medio jaren 70 deed het Dr. Neherlaboratorium van de PTT in samenwerking met de Rijkspostspaarbank (toen onderdeel van de PTT) een jarenlange proef voor het personeel met twee geldautomaten: één in het Dr. Neherlaboratorium in Leidschendam en één bij de Centrale Directie van de PTT in Den Haag. De ambtenaren van de PTT die in beide vestigingen werkten kregen betaalpas in de vorm van een plastic creditcard maar niet met een magneetstrip maar met ponsgaatjes zoals die toen ook gebruikt werden bij de Teletype paper tape. De pasjeshouders konden dagelijks 1 tot 5 briefjes van honderd gulden pinnen met een viercijferige pincode. Die gepinde bankbiljetten waren vaak nieuw of ter plekke 'platgestreken' met een strijkbout. Deze geldautomaten waren zelf in het Dr. Neherlaboratorium ontwikkeld en vervaardigd. Voor de verbinding met de centrale computer van de Rijkspostspaarbank werd gebruikgemaakt van een ook zelf vervaardigde V23-achtige modem: 1200/75 bit/s via een 'analoge huurlijn', dit ter controle van het saldo en het doorgeven van de pintransactie.
Op 17 juni 1986 werd de eerste Giromaat van de Postbank, een Diebold geldautomaat onder Philipslabel, op het postkantoor in Tilburg operationeel. Ruim acht maanden eerder, op 4 november 1985 was door Neelie Kroes, minister van V&W, op het Aral benzinestation in Geldrop de eerste betaalautomaat, ontwikkeld door Philips, officieel in gebruik genomen.
De Postbank besloot in 1986 met grote voortvarendheid het aantal geldautomaten uit te breiden. De Giromaat van deze bank kon alleen worden gebruikt worden door eigen rekeninghouders, die geen gebruik konden maken van de automaten van andere banken.

#### Gastgebruik geldautomaten
Alle bankklanten konden tegen 1990 gebruik maken van elkaars geldautomaat, behalve van de giromaten van de Postbank. Met behulp van de Eurochequepas met pincode konden zij ook al terecht bij geldautomaten van aangesloten Europese banken. Postbankklanten konden vanaf 1 april 1992 gebruik maken van NMB geldautomaten en wereldwijd bij geldautomaten aangesloten op het Cirrus- Mastercard- en/of Maestro-netwerk. Het volledig wederzijds gastgebruik van de geldautomaten in Nederland werd pas op 7 mei 1998 mogelijk.
In 2003 vonden er via de Nederlandse geldautomaten bijna 150 miljoen geldopnamen plaats. In totaal telde Nederland in dat jaar 7556 geldautomaten die Ec-ATM-, Cirrus/Maestro- en MasterCard-pinpassen accepteerden. Anno 2016 zijn in Nederland 8307 geldautomaten geïnstalleerd en zijn er circa 26 miljoen bankpassen in omloop. Sinds 2004 plaatst men in Nederland ook mobiele geldautomaten in bijvoorbeeld supermarkten en tankstations. Vanwege het gebruik van geldautomaten is het aantal bank- en postkantoren enorm afgenomen.
Sinds 2018 neemt het aantal pinautomaten af. Dit komt doordat er minder vraag is naar contant geld terwijl de exploitatiekosten door veiligheidsvoorschriften zijn toegenomen. Eind 2021 waren er volgens De Nederlandsche Bank 4.916 geldautomaten in Nederland.

#### Geldmaat
In 2017 besluiten de drie grootste Nederlandse banken (ING, Rabobank en ABN AMRO) om hun bestaande samenwerking op het gebied van contant geld uit te breiden naar de gemeenschappelijke exploitatie van geldautomaten. Op 1 januari 2019 wordt de bestaande onderneming Geldservices Nederland omgedoopt in Geldmaat. In de jaren 2019 tot 2021 worden alle bestaande geldautomaten van de drie banken vervangen door een Geldmaat in de typische felgele kleur.

### België

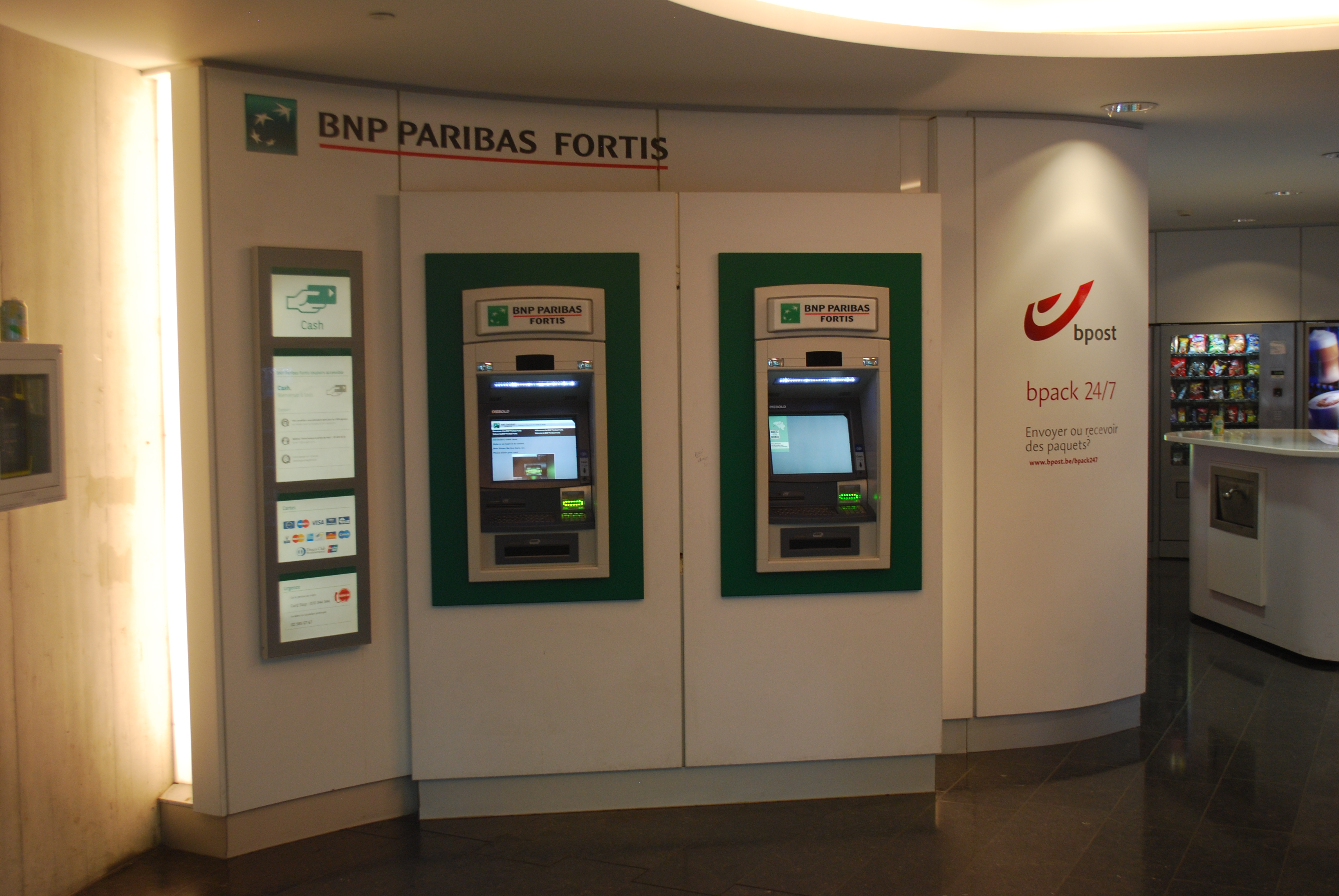
Geldautomaten in Luik (2014)

De eerste bankautomaten zagen onder de naam 'Mister Cash' in december 1977 het licht in Gent (aan een kantoor van Generale Bank), in 1979 gevolgd door de 'Bancontact-automaten'. Voorheen waren er ook al bij sommige banken beperktere systemen zoals Paymatic bij Generale Bank.
Oorspronkelijk waren dit twee verschillende systemen, ondersteund door verschillende banken, totdat ze in 1987 compatibel met elkaar werden en in 1989 echt werden gefuseerd. Vanaf dan spreekt men van 'Bancontact/Mister Cash'. Vanaf 2006 waren ook de zogenaamde 'selfbanks' (geld- en overschrijvingsautomaten in een bankkantoor, aanvankelijk enkel voor de eigen klanten) toegankelijk voor klanten van andere banken.
Het elektronische betalingsverkeer werd in België beheerd door de firma Banksys, ontstaan in 1989 na de fusie van de twee concurrerende systemen. Naderhand werd Banksys door de Belgische banken verkocht aan Atos Worldline. De bancaire aandeelhouders bleven wel eigenaar van het betaalschema ‘Bancontact’.

#### Twee concurrerende initiatieven van samenwerking tussen banken
In 2017 bestelde sectorfederatie Febelfin bij Deloitte een studie om een efficiënter beheer van het ruime park geldautomaten in de Belgische sector te onderzoeken. In 2018 bleek uit die studie zoals verwacht dat de automaten de banken (te) veel kosten. Voor een park van bijna 8.800 toestellen van elf banken ging het in 2015/2016 samen om 161 miljoen euro. Dat is 54 eurocent per transactie (geldafhaling of storting). De stijgende kost van waardetransport en de uitbreidende specifieke taksen die in Wallonië en Brussel op deze toestellen geheven worden, doen de kost toenemen, ook al daalt het gebruik van cash voortdurend.
De studie inventariseerde vervolgens meerdere vormen van samenwerking tussen banken, gaande van punctuele samenwerking voor onderhoud of aankoop tot het volledig gezamenlijk beheren onder een neutraal merk in een afzonderlijke vennootschap. Door onenigheid tussen de grootbanken onderling enerzijds en tussen de grootbanken en de kleinere banken anderzijds over de te volgen strategie werd geen sector-overkoepelend initiatief opgezet.
De kleinere banken besloten evenwel snel na het afspringen van de gesprekken binnen de sector om een specifiek scenario verder uit te werken: het oprichten van een gezamenlijke Joint Venture die de naam Jofico draagt en in de toekomst alle automaten zou aankopen, beheren en onderhouden. De automaten zouden op de bestaande locaties blijven bestaan (vaak in kantoren); de deelnemers beslissen ook autonoom waar ze hun ATM’s plaatsen. De banken zullen ook nog steeds eigen software op de apparaten plaatsen waardoor bank-specifieke diensten kunnen aangeboden blijven. Bpost sloot zich vrij snel aan bij het initiatief.
De grootbanken KBC, Belfius, ING België en BNP Paribas Fortis zagen ondertussen ook in dat samenwerking financieel interessant kan zijn. Zij opteerden echter voor het meest verregaande scenario van samenwerking waarbij alle ATM-gerelateerde activiteiten onder een neutraal merk, vaak buiten de bankkantoren, uitgevoerd worden. Met dat doel werd 10 maart 2020 de NV Batopin opgericht.
Batopin lijkt bijzonder sterk op het Nederlandse Geldmaat-model. De vier grootste banken gaan ervan uit dat de gerealiseerde besparingen groter zullen uitvallen dan onder Jofico, net omdat deze samenwerking de mogelijkheid biedt om het aantal (neutrale) apparaten te doen dalen (wat niet het geval is voor de niet-neutrale automaten van de Jofico-deelnemers). De grootbanken willen anderzijds de burger wel garanderen dat er op voldoende korte afstand steeds een ATM beschikbaar is. In tegenstelling tot Jofico zullen de automaten van dit samenwerkingsverband dus geen bank-specifieke toepassingen meer bieden. De grootbanken grijpen op die manier terug naar de situatie die bestand eind vorige eeuw toen alle ATM’s in de buitengevels van banken eigendom waren van het bankoverkoepelende Bancontact-Mister Cash.

### Suriname
Op 31 juli 2021 werd de eerste Cashpnt-machine in gebruik gesteld door President Santhoki. Dit vond plaats in het Boven-Suriname gebied te Goejaba, district Sipaliwini. De felrode automaten gingen de eigen geldautomaten van de verschillende banken vervangen. Voor de cliënten ontstond zo een uniform systeem met een landelijke dekking.

## Nederland
De Geldmaat is bestemd voor alle klanten van alle banken. Naast geldautomaten worden er ook combi-automaten voor het opnemen en storten van bankbiljetten geïnstalleerd. Ook deze exemplaren zijn voor alle bankklanten beschikbaar. Er zijn daarnaast ook nog geldmaten voor het storten en opnemen van muntgeld. Deze staan in de bouwmarkten van Gamma en Karwei en zijn alleen bestemd voor klanten van ING, Rabobank en ABN AMRO. Met de introductie van de Geldmaat is het aantal geldautomaten verder afgenomen. Geldmaat hanteert wel de tussen De Nederlandsche Bank en de gezamenlijke banken afgesproken norm van minimaal één geldautomaat in een straal van 5 kilometer. Volgens die afspraak mag maximaal 0,3% van de Nederlanders buiten die norm vallen.
Vanaf oktober 2023 wordt in Geldmaten een NFC-lezer ingebouwd, voor contactloos gebruik van de bankpas (of en wanneer dit werkt hangt ook van de bank af). Wel blijft het nodig de pincode in te toetsen. De opnamelimiet is gelijk aan die waarbij de bankpas in het apparaat wordt geschoven.

## Geldvoorraad
Doordat de geldautomaat wordt gevuld met geld uit de eigen kas, kan de bank zelf bepalen wanneer en met hoeveel geld de automaat wordt gevuld. Door geld uit de eigen kas te recyclen, wordt bespaard op transactiekosten en is een bezoek aan een bank minder vaak nodig. In Nederland zijn op dit moment twee partijen actief in deze markt: Moneybox en Hanco ATM.
Het komt soms voor dat er een fout wordt gemaakt bij het vullen van de geldautomaat, waardoor de verkeerde biljetten worden uitgegeven. De bank kan achteraf nagaan welk bedrag er in werkelijkheid is opgenomen en zal dat bedrag van de bankrekening afschrijven. In de landen waar met de euro betaald wordt, kan een dergelijke vergissing zich echter niet voordoen, doordat iedere coupure andere afmetingen heeft.

## Problemen

### Te veel en te weinig ontvangen

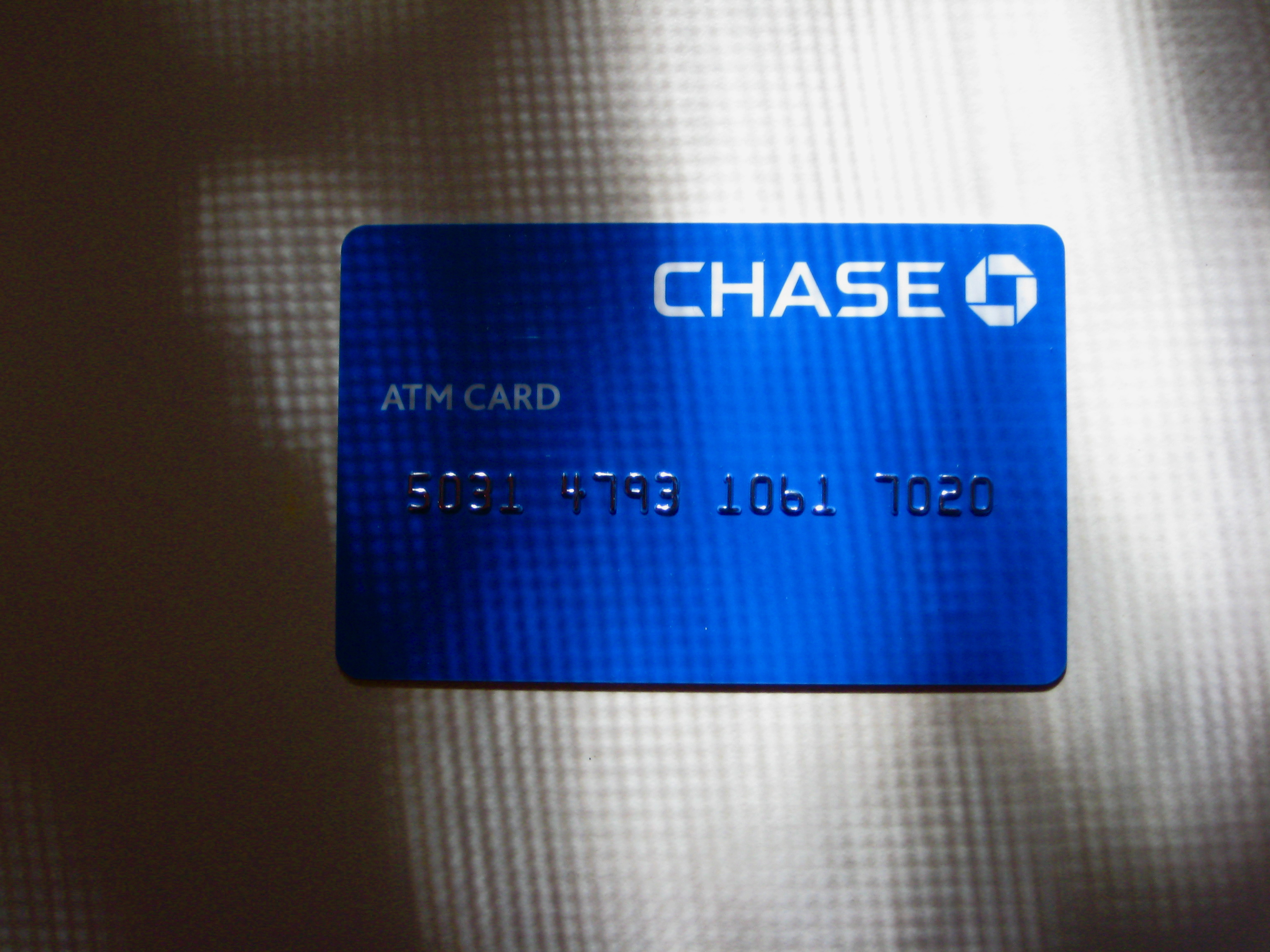
Pinpas van de Chase-bank

Het kan voorkomen dat een geldautomaat niet goed werkt. Daardoor kan er een onjuist bedrag worden uitgekeerd (te veel, te weinig of niets). In zo'n geval dient contact te worden opgenomen met de bank die de pas heeft uitgegeven. De bank neemt contact op met de eigenaar van de geldautomaat en verzoekt een technisch onderzoek. Indien er geen aantoonbare storing is geweest en/of geen kasverschil is, ligt de bewijslast bij de cliënt. Bij sommige geldautomaten in onder meer Duitsland wordt voor gastgebruik een transactie bedrag in rekening gebracht. Dit staat soms op de geldautomaat. Dit wordt soms alleen op het display bijgevoegd.

### Ingeslikte pinpas
Het kan voorkomen dat de pinpas ingeslikt wordt. Dit is een beveiligingsmechanisme, dat optreedt bij meer dan drie keer verkeerd intoetsen van de pincode of doordat de bank er een blokkade op geplaatst heeft of omdat de klant te lang gewacht heeft met het uitnemen van de bankpas. In zo'n geval dient contact opgenomen te worden met de bank die de pas heeft uitgegeven. In België is er een algemeen nummer voor zulke problemen met een bankkaart, namelijk Card Stop.

### Skimmen
Skimmen is het op onrechtmatige wijze bemachtigen en kopiëren van pinpas- of creditcardgegevens. Het is een vorm van betaalpasfraude, waarbij criminelen de magneetstrip van een pas kopiëren en de pincode bemachtigen op het moment dat er een betaaltransactie wordt verricht. Vervolgens maken de fraudeurs een kopie van de pas, samen met de pincode kunnen ze geld opnemen en betalen in binnen- en buitenland.

### Gebruik van een pinpas van een ander
Zowel door diefstal, beroving of vrijwillige afgifte (al dan niet door misleiding (betaalpas-phishing)) kan een pinpas met pincode bij een derde in handen komen. Het misbruik kan eventueel voorkomen worden door de pinpas niet uit te lenen, de pincode geheim te houden, of met gezichtsherkenning bij een geldopname.

### Cash trapping
Cash trapping is het blokkeren van de gelduitgifte, waarna derden het geld alsnog uit de geldautomaat meenemen.

### Plofkraak
Op geldautomaten worden geregeld plofkraken gepleegd. Daarbij worden een gas in de automaat gepompt dat vervolgens tot ontploffing wordt gebracht. Zo hopen de misdadigers de beveiligde koffers van binnenuit te doen openbreken waardoor ze toegang krijgen tot het geld. In veel gevallen bleek dit ook afdoende om de aanwezige inkt-cassettes die bij een overval ‘van buiten naar binnen’ de biljetten met inkt besmeuren te omzeilen.
Dit fenomeen dat eerst opdook in Nederland en dan via de grensstreek zich verder verspreide in België kende vanaf het jaar 2010 een steile opgang. In 2019 zag de Belgische bank Argenta zich door een golf plofkraken zelfs genoodzaakt haar ATM-park buiten werking te stellen.

### Digitale plofkraak of 'jackpotting'
Criminelen proberen de geldautomaat geldbiljetten te laten 'spuwen' door schadelijke software of malware te installeren op het apparaat. Dat doen ze bijvoorbeeld door een paneel van de automaat te verwijderen waardoor ze bij een USB-ingang van de automaat kunnen. In sommige gevallen proberen ze de centrale beheerssoftware te hacken en de automaat op afstand te besturen. De praktijk kwam eerder al voor in onder meer Duitsland, maar dook eind juni 2020 voor het eerst op in België. Hierbij was de Belgische bank Argenta weer het slachtoffer.

## Benamingen
Er zijn tal van informele benamingen voor het opnemen van geld via een geldautomaat:
- flappen tappen - een populaire bijnaam voor de geldautomaat is dan ook: flappentap (Naam in begin 1980 bedacht door twee medewerkers van de Postgiro/Rijkspostspaarbank later de Postbank (1986))
- geld uit de muur halen/trekken (als bij eten uit de muur)
- pinnen
- bijtanken
- saldo aanvullen
- cashen

In Vlaanderen zijn deze termen niet ingeburgerd. De termen worden gezien als typisch Noord-Nederlands en ontstaan in de jaren 90. Aangezien België sinds december 1977 geldautomaten kent, zijn deze termen niet of slechts beperkt overgenomen van de noorderburen. Men spreekt in België anno 2006 meestal over geld afhalen, of soms van "naar een 'Bancontact' of 'Mister Cash' gaan". Sinds de fusie in 1989 betekenen deze twee eigenlijk hetzelfde. De officiële term van een geldautomaat is: GEA of ATM in het Engels.

## Whitelabel
Naast banken kunnen ook andere bedrijven houder zijn van een geldautomaat, die wordt een whitelabel geldautomaat genoemd. Deze kan vaak door de houder zelf gevuld worden. Na onderzoek heeft Zembla in de aflevering De ATM-route de aandacht gevestigd op de mogelijkheid dat de houder deze gebruikt voor witwassen, en dat de controle daarop onvoldoende is.